# Академічне веслування на літніх Паралімпійських іграх 2012
Змагання з академічного веслування на літніх Паралімпійських іграх 2012 року пройшли на озері Дорні у Лондоні з 31 серпня по 2 вересня 2012 року.

## Класифікація спортсменів
Спортсмени будуть класифіковані на різні групи в залежності від ступеня інвалідності. Система класифікації дозволяє спортсменам з однаковими порушеннями конкурувати на рівних.

Веслувальники класифікуються на такі групи:
- AS: спортсмени, порушення яких означають, що вони можуть використовувати тільки свої руки і плечі, щоб прискорити човни. Такі спортсмени змагаються в одиночних човнах.
- TA: спортсмени, порушення яких означають, що вони можуть використовувати свої руки, плечі і тулуб, щоб прискорити човни. Такі спортсмени змагаються у змішаних командах на подвійних човнах.
- LTA: спортсмени мають порушення, що заважають їм веслувати, однак вони в змозі використовувати ноги, тулуб і руки, щоб прискорити човни. Такі спортсмени змагаються у командах по 4. Не більше двох можуть мати порушення зору і кермовий не повинен мати порушень, що дозволяють йому кермувати.

## Календар
| З | Запливи | Д | Додатковий відбір | Ф | Фінал |

| Раунд↓/Дата →     | Ср 29 | Чт 30 | Пт 31 | Сб 1 | Нд 2 | Пн 3 | Вт 4 | Ср 5 | Чт 6 | Пт 7 | Сб 8 | Нд 9 |
| ----------------- | ----- | ----- | ----- | ---- | ---- | ---- | ---- | ---- | ---- | ---- | ---- | ---- |
| Чоловіки-одиночки |       |       | З     | Д    | Ф    |      |      |      |      |      |      |      |
| Жінки-одиночки    |       |       | З     | Д    | Ф    |      |      |      |      |      |      |      |
| Змішані двійки    |       |       | З     | Д    | Ф    |      |      |      |      |      |      |      |
| Змішані четвірки  |       |       | З     | Д    | Ф    |      |      |      |      |      |      |      |

## Змагання
- Чоловіки-одиночки AS
- Жінки-одиночки AS
- Змішані двійки TA
- Змішані четвірки LTA

## Медальний залік
| Змагання             | Золото               | Срібло                   | Бронза                   |
| -------------------- | -------------------- | ------------------------ | ------------------------ |
| Жінки-одиночки AS    | Алла Лисенко         | Наталі Бенуа             | Людмила Вовчок           |
| Чоловіки-одиночки AS | Чен Хуан             | Ерік Хоррі               | Олексій Чувашов          |
| Змішані двійки TA    | Лу Сяосян/Тянмін Фей | Перль Буже/Стефан Тардьо | Оксана Мастерс/Роб Джонс |
| Змішані четвірки LTA | Велика Британія      | Німеччина                | Україна                  |

| Місце | Країна          | Золото | Срібло | Бронза | Всього |
| ----- | --------------- | ------ | ------ | ------ | ------ |
| 1     | Китай           | 2      | 0      | 0      | 2      |
| 2     | Україна         | 1      | 0      | 1      | 2      |
| 3     | Велика Британія | 1      | 0      | 0      | 1      |
| 4     | Франція         | 0      | 2      | 0      | 2      |
| 5     | Австралія       | 0      | 1      | 0      | 1      |
| 5     | Німеччина       | 0      | 1      | 0      | 1      |
| 7     | Білорусь        | 0      | 0      | 1      | 1      |
| 7     | Росія           | 0      | 0      | 1      | 1      |
| 7     | США             | 0      | 0      | 1      | 1      |